# 染色體易位

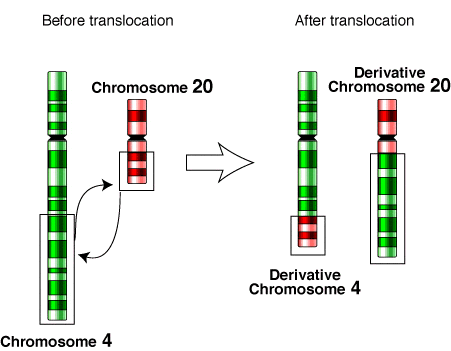
4號染色體與20號染色體發生易位的圖解。

染色體易位（英語：Chromosome translocation，或譯染色體對調）是一種染色體異常現象，指非同源染色體的片段重新排列組合。主要可分為兩種類型：
- 相互易位（reciprocal translocation）：又稱非羅伯遜易位。
- 羅伯遜易位（Robertsonian translocation）：兩條染色體的長臂融合，成為一條染色體，並失去短臂。

另一方面，也可分為：
- 平衡易位（balanced translocation）：遺傳物質交換，但不增加或減少遺傳訊息。
- 非平衡易位：遺傳物質交換，且使染色體上的遺傳訊息有所增減。